# Tònia Passola
Tònia Passola i Vidal (Barcelona, 1952) es una poetisa española. Es licenciada en historia del arte y profesora de lengua y literatura catalana en un Instituto de enseñanza media. Sus poemarios forman una especie de diario personal donde resuena el eco de la existencia y de la libertad sólo posible en el poema, y los temas tratados son el erotismo, la vida cotidiana en el ámbito doméstico y el impulso creador. Muchos de sus poemas han sido escritos desde 1991, publicados más tarde.

## Obras
*
 Cel rebel. Edición ilustrada de Proa, Ediciones. 66 pp. ISBN 84-8437-234-0, ISBN 97884843723492001 (no es un poema unitario. Sin embargo, con su desorden ordenado, cada poema se enlaza íntimamente con los otros, cada uno, sin embargo, es independiente, mantiene su individualidad. Realidad y sueño fundidos, dibujo de la existencia) (ganadora del Premio Literario de Cadaqués Rosa Leveroni, 2000)
* La sensualitat del silenci. Editor Tres i Quatre, 80 pp. ISBN 84-7502-644-3, ISBN 97884750264422001 (ganadora del Premio Vicent Andrés Estellés de poesía, 2001)
* Bressol, 2005
* L'horitzó que no hi és. Ed. Tres i Quatre, 76 pp. ISBN 84-7502-846-2, ISBN 97884750284602010 (2009)